# Amigny
Amigny is een gemeente in het Franse departement Manche (regio Normandië) en telt 139 inwoners (2004). De plaats maakt deel uit van het arrondissement Saint-Lô.

## Geografie
De oppervlakte van Amigny bedraagt 3,7 km², de bevolkingsdichtheid is 37,6 inwoners per km².
De onderstaande kaart toont de ligging van Amigny met de belangrijkste infrastructuur en aangrenzende gemeenten.

## Demografie
Onderstaande figuur toont het verloop van het inwonertal (bron: INSEE-tellingen).

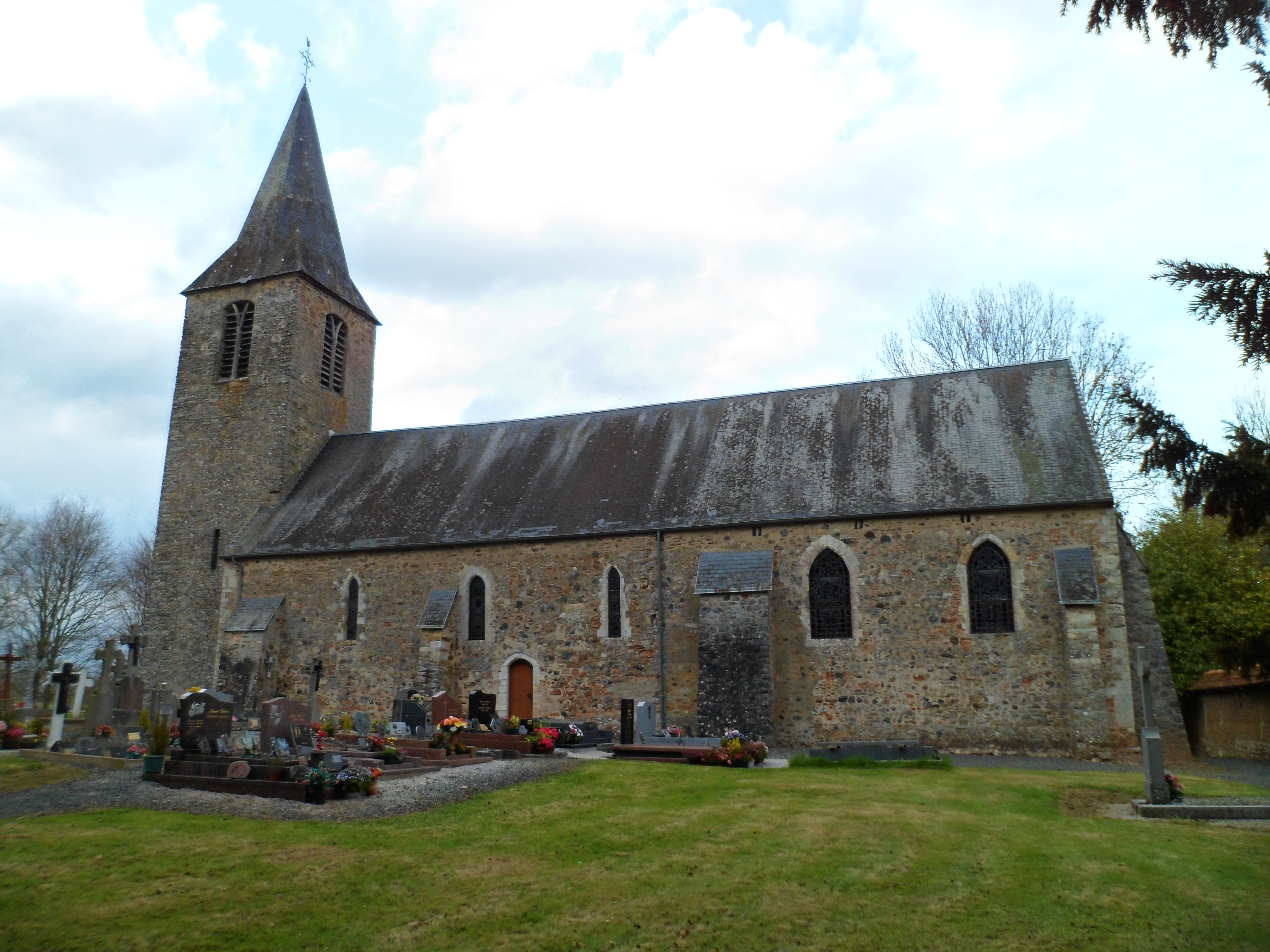
Kerk

1. ↑  Populations de référence 2022.